# Канын (станция метро)
«Канын» (кор. 가능역) — наземная станция Сеульского метро на Первой линии (локального сообщения); это одна из двадцати станций на территории Ыйджонбу (пять на Первой линии). Ранее носила название Ыйджонбу-Пукпу. Она представлена двумя платформами (островной и боковой). Имеет три выхода. Станция обслуживается корпорацией железных дорог Кореи (Korail). Расположена в квартале Канын-1-дон (адресː 197-1 Ganeung 1-dong, 633 Pyeonghwaro) в городе Ыйджонбу (провинция Кёнгидо, Республика Корея). На станции установлены платформенные раздвижные двери.
Пассажиропоток — 17 393 чел/день (на 2012 год).
Первая линия Сеульского метрополитена 5 октября 1987 года была продлена на 1,2 км — участок Ыйджонбу—Канын и открыта только одна станция. До 15 октября 2006 года была конечной станцией на линии в северном направлении.